# Туматауэнга

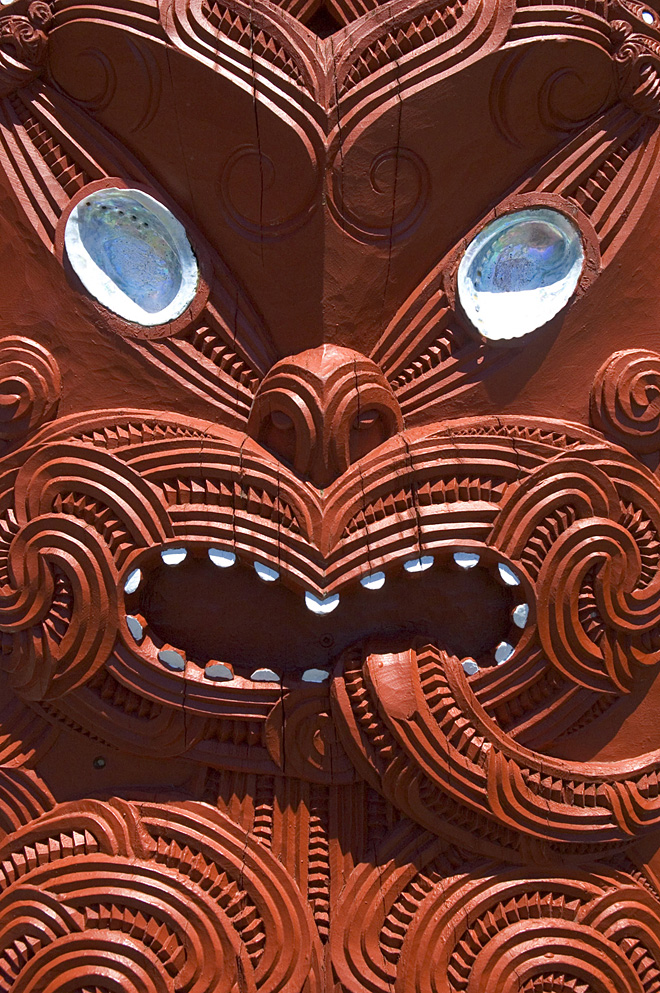
Изображение бога Туматауэнга.

Туматауэнга (маори Tūmatauenga), или Ту (маори Tū) — в мифологии полинезийского народа маори покровитель войны, сын Ранги (отца-неба) и Папа (матери-земли). Пользовался особым почтением и благоговением у местных жителей.
Туматауэнга упоминается в легенде маори о сотворении мира. В ней он предлагал убить Ранги и Папа, которые были туго связаны друг с другом, находясь в тесных объятиях и держа в темноте между своими телами всех своих отпрысков. Однако его братья отклонили эту идею и решили просто разъединить своих родителей (этой идее противился только бог ветра Тафириматеа). Единственным богом, которому удалось разлучить Ранги и Папа, был покровитель лесов и птиц Тане. Тафириматеа, сильно разозлившись на действия своих братьев, впоследствии смог отомстить всем божествам, кроме Туматауэнга, которому удалось усмирить разъярённого бога. Последний, в свою очередь, обиделся на остальных братьев, которые не помогли ему в борьбе с Тафириматеа. Поэтому Туматауэнга также решает наказать их.
Первым богом, которому он отомстил, стал Тане. Туматауэнга, собрав листья капустного дерева, сплёл из них силки, которые затем развесил по всему лесу. В результате птицы, которые были детьми Тане, потеряли возможность свободно летать. Затем Туматауэнга наказал Тангароа: он сплёл из льна сети, которые забросил в океан и с которыми вытащил на берег детей бога моря. Не обошёл стороной Туматауэнга и своих братьев Ронго и Хаумиа-тикетике, спрятавшихся в земле. Он сделал мотыгу и сплёл корзину. Выкопав из земли все растения со съедобными корнеплодами, Туматауэнга сложил их в корзину, а затем положил на солнце, где все они засохли. Единственным братом, которого не смог поймать Туматауэнга, был Тафириматеа, бог ветра, чьи штормы и ураганы атакуют по сей день людей (это его возмездие за то, что братья разъединили Ранги и Папа) (Grey 1971:7-10).
Несмотря на то, что Ранги и Папа были не человеческого обличья, Туматауэнга и его братья были похожи на людей. Согласно представлениям маори, именно от Туматауэнга берёт своё начало всё человечество (Grey 1956:8-11, Tregear 1891:540).
Действия бога войны стали, так сказать, прообразом человеческой деятельности: так как Туматауэнга победил своих братьев, то люди, при условии выполнения специальных ритуалов, теперь могут убивать и есть птиц (детей Тане), ловить рыбу (детей Тангароа), культивировать и поедать различные растения (детей Ронго и Хаумиа-тикетике) и вообще распоряжаться земными ресурсами.
Туматауэнга был также покровителем войны. Поэтому перед крупным сражением или, когда младенцу определяли его будущую роль в качестве воина, всегда обращались за помощью к этому богу. Тело воина, который первым пал в сражении, как правило, приносилось в жертву Туматауэнга. Среди других божеств-покровителей войны — Кахукура, Мару и Уэнуку (Orbell 1998:185-186). В наши дни современная Армия Новой Зеландии известна на языке маори как «Нгати Тауматауэнга» — «племя Тауматауэнги».

## Имена и прозвища
После побед над своими братьями Туматауэнга, или Ту, получил множество прозвищ (Grey 1956:9):
- Ту-ка-рири (злой Ту);
- Ту-ка-нгуха (Ту-свирепый воин);
- Ту-каи-тауа (Ту-уничтожитель армий);
- Ту-факахеке-тангата (Ту, понижающий в ранге людей высокого положения);
- Ту-мата-фаити (лукавый Ту);
- Ту-мата-уэнга (Ту со злым лицом).